# Darna Mana Hai
Darna Mana Hai  è un film del 2003 diretto da Prawaal Raman.